# Magdalena Barwiołek
Magdalena Joanna Barwiołek (ur. 21 sierpnia 1974) – polska chemiczka, prorektorka Uniwersytetu Mikołaja Kopernika w Toruniu.

## Życiorys
Magdalena Barwiołek maturę zdała w 1994 w Liceum Ogólnokształcącym im. Mikołaja Kopernika w Brzesku. W 1998 uzyskała tytuł magistra chemii, specjalność chemia polimerów, na Wydziale Chemii Uniwersytetu Mikołaja Kopernika w Toruniu na podstawie pracy magisterskiej Katalityczny – homogeniczny rozkład ditlenku diwodoru, której promotorem był Ludwik Kreja. W 2004 tamże uzyskała stopień doktora nauk chemicznych w zakresie chemii na podstawie napisanej pod kierunkiem Edwarda Szłyka dysertacji Badania strukturalne i katalityczne kompleksów Co(II),Cu(II) i Ni(II) z optycznie czynnymi zasadami Schiffa. W 2019 także na Wydziale Chemii UMK otrzymała stopień doktor habilitowanej nauk przyrodniczych w dyscyplinie chemia, przedstawiwszy dzieło Nowe kompleksy srebra(I) oraz miedzi(II) i ich zastosowanie do otrzymywania cienkich materiałów za pomocą metod mokrych. Studiowała także podyplomowo zarządzanie szkołą wyższą oraz zarządzanie kapitałem ludzkim.
Od 2003 związana zawodowo z Katedrą Chemii Analitycznej i Spektroskopii Stosowanej Wydziału Chemii UMK. Kustosz Muzeum Chemii WCh UMK. Pełniła funkcję prodziekanki ds. organizacji i współpracy WCh UMK (2022–2024). Prorektorka UMK ds. kontaktów międzynarodowych w kadencji 2024–2028.
Przebywała na stażach naukowych na Uniwersytecie w Stellenbosch w RPA (roczny), Uniwersytecie w Pawii we Włoszech, Uniwersytecie Łotwy w Rydze.
Jej zainteresowania naukowe obejmują takie zagadnienia jak: związki srebra, miedzi, niklu, kobaltu, zasady Schiffa, ligandy N, N,O- oraz wielodonorowe, właściwości strukturalne i spektroskopowe związków, spektroskopia IR, DRIGT, NMR, UV-Vis, dichroizm kołowy (CD), analiza termiczna, fluorescencja, cienkie filmy, mokre metody nanoszenia warstw: spin- i dip- coating, metody mikroskopowe SEM/EDX, AFM, TEM.
Przewodnicząca Oddziału Toruńskiego Polskiego Towarzystwa Chemicznego. Członkini Rady Fundacji Pracownia Zrównoważonego Rozwoju oraz zarządu Kopernik Jest Kobietą. Stowarzyszenie na rzecz Rozwoju Kobiet. Koordynatorka Szlachetnej Paczki.